# Омарі Келліман
Омарі Даміан Келліман (англ. Omari Jamian Kellyman, нар. 15 вересня 2005, Дербі, Англія) — англійський футболіст ганського походження, атакувальний півзахисник лондонського «Челсі».

## Ігрова кар'єра

### Клубна
Омарі Келліман є вихованцем клубної академії «Дербі Каунті» зі свого рідного міста Дербі. У 2022 році футболіст перейшов до молодіжної команди «Астон Вілла». У вересні того ж року Келліман підписав з клубом перший професійний контракт. І перший рік виступав за молодіжну команду клубу.
Влітку 2023 року Келліман пройшов передсезонний збір у США з першою командою і включений у заявку команди на чемпіонат країни. Дебют футболіста на професійному рівні відбувся 31 серпня 2023 року в матчі плей-оф Ліги конференцій проти шотландського «Гіберніана», в якому зробив гольову передачу. В листопаді 2023 року футболіст отримав травму підколінного сухожилля і вибув з гри до нового року.
3 квітня 2024 року у матчі проти «Манчестер Сіті» Келліман дебютував в англійській Прем'єр-лізі.
В червні 2024 року Келліман перейшов до лондонського «Челсі», з яким підписав контракт на шість років.

### Збірна
На міжнародному рівні Омарі Келліман почав свої виступи в складі юнацьких збірних Північної Ірландії. Та з 2023 року він став гравцем збірної Англії (U-19).

## Титули та досягнення
Челсі
- Переможець Ліги конференцій УЄФА: 2025